# Le Shérif
Pour plus de détails, voir Fiche technique et Distribution.
Le Shérif (titre original : The Proud Ones) est un film américain réalisé par Robert D. Webb, sorti en 1956.

## Synopsis
Une bande de hors-la-loi tente d'éliminer le shérif.

## Fiche technique
- Titre : Le Shérif
- Titre original : The Proud Ones
- Réalisation : Robert D. Webb
- Scénario : Edmund H. North et Joseph Petracca d'après un roman  de Verne Athanas
- Photographie : Lucien Ballard
- Montage : Hugh S. Fowler
- Musique : Lionel Newman
- Direction artistique : Leland Fuller et Lyle R. Wheeler
- Décors : Walter M. Scott et Fred R. Simpson
- Costumes : Travilla et Charles Le Maire
- Producteur : Robert L. Jacks
- Société de production : Twentieth Century Fox
- Pays de production :  États-Unis
- Format : Couleur - Son : 4-Track Stereo (Westrex Recording System)
- Genre : Western
- Durée : 94 minutes
- Dates de sortie : 
  - États-Unis : mai 1956
  - France : 21 juin 1957
- Affiche : Boris Grinsson (France)

## Distribution
Légende : 1er doublage - 2e doublage
- Robert Ryan (VF : Raymond Loyer - Marc de Georgi) : Marshal Cass Silver
- Virginia Mayo (VF : Jacqueline Porel - ?) : Sally
- Jeffrey Hunter (VF : Michel André -  Hervé Bellon) : Thad Anderson
- Robert Middleton (VF : Serge Nadaud - Gabriel Cattand) : Honest John Barrett
- Walter Brennan (VF : Jean d'Yd - Claude Nicot) : Jake
- Arthur O'Connell (VF : Jean-Marie D'Amato - Yves Barsacq) : Jim Dexter
- Ken Clark (VF : Claude Bertrand - Jacques Frantz) : Pike
- Rodolfo Acosta (VF : Jean-Henri Chambois - ?) : Chico
- George Mathews : Dillon
- Edward Platt (VF : ? - Serge Lhorca) : Dr Barlow
- Paul E. Burns (VF : ? - Henri Labussière) : Billy Smith, l'ivrogne
- Whit Bissell : M. Sam Bolton
- Frank Gerstle (VF : ? - Georges Atlas) : Tim, le barman

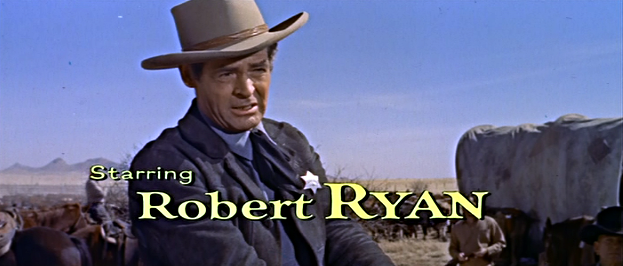
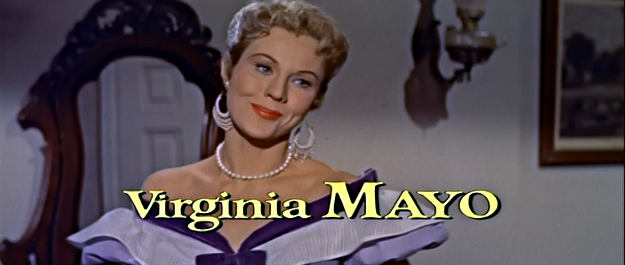
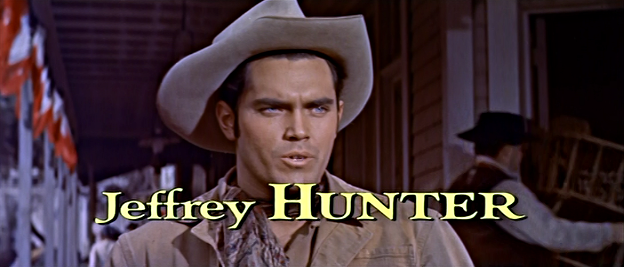
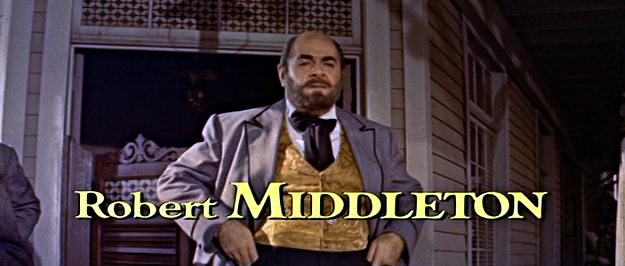
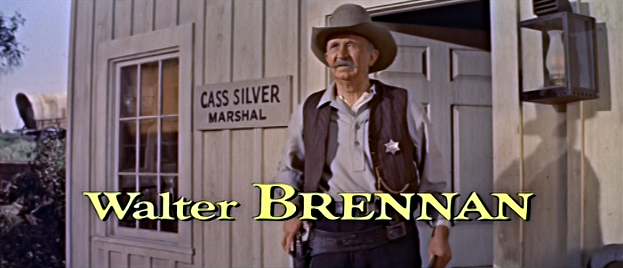

- Jackie Coogan : Non crédité
- Don Brodie : Employé d'Hôtel